# Laysla De Oliveira
Laysla De Oliveira, född 11 januari 1992 i Toronto, är en kanadensisk skådespelare.
De Oliveira har bland annat medverkat i TV-serierna Locke & Key samt Special Ops: Lioness. Hon har även medverkat i filmen Needle in a Timestack.

## Filmografi (i urval)
- 2020–2022 – Locke & Key (TV-serie)
- 2021 – Needle in a Timestack
- 2023 – Special Ops: Lioness (TV-serie)